# Équation aux dérivées partielles hyperbolique
En mathématiques, un problème hyperbolique ou équation aux dérivées partielles hyperbolique est une classe d'équations aux dérivées partielles (EDP) modélisant des phénomènes de propagation, émergeant par exemple naturellement en mécanique. Un archétype d'équation aux dérivées partielles hyperbolique est l'équation des ondes :
{\displaystyle {\frac {\partial ^{2}u}{\partial t^{2}}}-c^{2}\Delta u=0.\,}
Les solutions des problèmes hyperboliques possèdent des propriétés ondulatoires. Si une perturbation localisée est faite sur la donnée initiale d'un problème hyperbolique, alors les points de l'espace éloignés du support de la perturbation ne ressentiront pas ses effets immédiatement. Relativement à un point espace-temps fixe, les perturbations ont une vitesse de propagation finie et se déplacent le long des caractéristiques de l'équation. Cette propriété permet de distinguer les problèmes hyperboliques des problèmes elliptiques ou paraboliques, où les perturbations des conditions initiales (ou de bord) auront des effets instantanés sur tous les points du domaine.
Bien que la définition de l'hyperbolicité soit fondamentalement qualitative, il existe des critères précis qui dépendent de la famille d'équations aux dérivées partielles considérées.

## Définition
Une équation aux dérivées partielles est hyperbolique en un point P si le problème de Cauchy est uniquement résoluble dans un voisinage de P pour toute donnée initiale fixée sur une hypersurface non caractéristique contenant P.

## Exemples
L'équation des ondes :
{\displaystyle {\frac {\partial ^{2}u}{\partial t^{2}}}-c^{2}\Delta u=0}
est un problème hyperbolique, quelle que soit la dimension.
Par un changement linéaire de variables, toute équation de la forme
{\displaystyle Au_{xx}+2Bu_{xy}+Cu_{yy}=F(u_{x},u_{y},u)\,}
avec F une fonction régulière et A,B,C des coefficients réels vérifiant:
{\displaystyle B^{2}-AC>0\,}
peut être transformée en équation des ondes, aux termes d'ordres inférieurs près qui ne sont pas représentatifs de la nature de l'équation. Cette définition est à rapprocher de celle de la conique hyperbole.
Ce genre de problèmes hyperboliques du second ordre peuvent se transformer en un système hyperbolique d'équations différentielles du premier ordre tels que ceux considérés dans la suite de cet article.

## Système hyperbolique d'équations aux dérivées partielles
Soit le système suivant de s équations aux dérivées partielles du premier ordre pour s fonctions inconnues {\displaystyle {\vec {u}}=(u_{1},\ldots ,u_{s})}, {\displaystyle {\vec {u}}={\vec {u}}({\vec {x}},t)}, avec {\displaystyle {\vec {x}}\in \mathbb {R} ^{d}}
{\displaystyle (*)\quad {\frac {\partial {\vec {u}}}{\partial t}}+\sum _{j=1}^{d}{\frac {\partial }{\partial x_{j}}}{\vec {f^{j}}}({\vec {u}})=0,}
avec {\displaystyle {\vec {f^{j}}}\in C^{1}(\mathbb {R} ^{s},\mathbb {R} ^{s}),j=1,\ldots ,d} sont des fonctions continûment dérivables, non linéaires en général.
On pose ensuite pour chaque {\displaystyle {\vec {f^{j}}}} la matrice jacobienne {\displaystyle s\times s}
{\displaystyle A^{j}:={\begin{pmatrix}{\frac {\partial f_{1}^{j}}{\partial u_{1}}}&\cdots &{\frac {\partial f_{1}^{j}}{\partial u_{s}}}\\\vdots &\ddots &\vdots \\{\frac {\partial f_{s}^{j}}{\partial u_{1}}}&\cdots &{\frac {\partial f_{s}^{j}}{\partial u_{s}}}\end{pmatrix}},{\text{ pour }}j=1,\ldots ,d}.
Ainsi, le système {\displaystyle (*)} se réécrit :
{\displaystyle {\frac {\partial {\vec {u}}}{\partial t}}+\sum _{j=1}^{d}A^{j}\cdot {\frac {\partial {\vec {u}}}{\partial x_{j}}}=0}.
Ce système est dit hyperbolique si pour tout {\displaystyle \alpha _{1},\ldots ,\alpha _{d}\in \mathbb {R} }, la matrice {\displaystyle A:=\alpha _{1}A^{1}+\cdots +\alpha _{d}A^{d}} a des valeurs propres réelles et est diagonalisable.
Si la matrice A a des valeurs propres réelles deux à deux distinctes, elle est alors diagonalisable, et on parle alors de système strictement hyperbolique.

## Systèmes hyperboliques et lois de conservation
Il y a un lien fort entre les problèmes hyperboliques et les équations de conservation. Considérons un problème hyperbolique scalaire (s=1) pour la fonction {\displaystyle u=u({\vec {x}},t)}. On a alors
{\displaystyle (**)\quad {\frac {\partial u}{\partial t}}+\sum _{j=1}^{d}{\frac {\partial }{\partial x_{j}}}{f^{j}}(u)=0,}
L'inconnue u peut être une quantité ayant un flux {\displaystyle {\vec {f}}=(f^{1},\ldots ,f^{d})}. Pour montrer que cette quantité est conservée, on intègre sur un domaine {\displaystyle \Omega }
{\displaystyle \int _{\Omega }{\frac {\partial u}{\partial t}}\,d\Omega +\int _{\Omega }\nabla \cdot {\vec {f}}(u)\,d\Omega =0.}
Si u et {\displaystyle {\vec {f}}} sont des fonctions assez régulières, le théorème d'Ostrogradski s'applique et on obtient alors une loi de conservation pour u qui s'écrit sous la forme :
{\displaystyle {\frac {d}{dt}}\int _{\Omega }u\,d\Omega +\int _{\partial \Omega }{\vec {f}}(u)\cdot {\vec {n}}\,d\Gamma =0.}
Cette équation de bilan indique que la variation dans le volume de référence (premier terme dans l'équation) est égale à la quantité entrant ou sortant à travers le bord (deuxième terme).

## Résolution d'un problème hyperbolique scalaire en une dimension
On étudie dans la suite le problème scalaire à une dimension d'espace :
{\displaystyle {\frac {\partial u}{\partial t}}+{\frac {\partial f(u)}{\partial x}}=0,\,\forall (x,t)\in \mathbb {R} \times [0;+\infty [}

### Méthodes des caractéristiques
En réécrivant la loi de conservation sous forme non conservative
{\displaystyle {\frac {\partial u}{\partial t}}+c(u){\frac {\partial u}{\partial x}}=0,\,\forall (x,t)\in \mathbb {R} \times [0;+\infty [}
avec c(u)=f'(u), il vient que les caractéristiques sont les solutions de la famille d'équations différentielles :
{\displaystyle {\frac {d}{dt}}X_{y}(t)=c(u(X_{y}(t),t)),\quad X_{y}(0)=y.}
Ainsi, u est constante le long des droites {\displaystyle x=y+c(u(y,0))t}, qu'on appelle droites caractéristiques.
Dans le cas où f est linéaire (c(u)=c), les droites caractéristiques sont parallèles et la solution est donc une propagation de la solution initiale vers l'avant à la vitesse c, sans déformation :
{\displaystyle u(x,t)=u_{0}(x-ct).}
Cependant, dans le cas général où c n'est pas linéaire, on ne peut garantir l'unicité de la solution à coup sûr, car les caractéristiques peuvent se croiser en un point (x,t). C'est pourquoi on définit la fonction vitesse initiale {\displaystyle c_{0}=c(u_{0})} afin d'étudier la possibilité que deux caractéristiques issus de deux points différents se croisent en un même temps.
Théorème — Dans le cas où la vitesse initiale est croissante et continue, il existe une unique solution au problème hyperbolique.
Théorème — Dans le cas où la vitesse initiale est lipschitzienne, il existe une unique solution au problème hyperbolique localement en temps.

### Conditions de Rankine-Hugoniot
Afin de déterminer si une solution régulière par morceaux est solution faible du problème hyperbolique étudié, il faut qu'elle vérifie les conditions de Rankine-Hugoniot :
Conditions de Rankine-Hugoniot — Soit {\displaystyle t\mapsto \alpha (t)} une courbe régulière. Soit u une fonction de classe C1, bornée ainsi que ses dérivées, dans 
{\displaystyle \Omega _{-}=\{(x,t),x<\alpha (t)\}} et de classe C1 dans {\displaystyle \Omega _{+}=\{(t,x),x>\alpha (t)\}.}
Alors u est solution faible du problème si et seulement si :
- {\displaystyle u(x,t=0)=u_{0}(x)}
- u vérifie l’équation au sens classique dans {\displaystyle \Omega _{-}} et {\displaystyle \Omega _{+}}
- u vérifie de plus la condition de saut suivante :

{\displaystyle f(u(\alpha (t)^{+},t)))-f(u(\alpha (t)^{-},t)))=\alpha '(t)(u(\alpha (t)^{+},t)-u(\alpha (t)^{-},t)),\,\forall t\geqslant 0.}
Cette condition de saut est souvent notée :
{\displaystyle [\![f(u)]\!]=\alpha '[\![u]\!].}
La courbe α décrit ici le parcours de la discontinuité, et sa dérivée α' correspond donc à la vitesse de parcours.

### Solutions entropiques
Une solution hyperbolique linéaire admet nécessairement une unique solution. Dans le cas d'une équation hyperbolique non-linéaire, si l'existence de la solution pour temps court est acquise, il peut exister plusieurs solutions. Une manière de choisir une solution parmi les autres est d'imposer que la solution vérifie une inégalité d'entropie. On parle alors de solution entropique.
Plus précisément, les solutions entropiques sont définies de la manière suivante.

On appelle couple entropie-flux d'entropie tout couple de fonctions {\displaystyle (\eta ,q)} vérifiant :
- {\displaystyle \eta \in C^{1}(\mathbb {R} ,\mathbb {R} )} est une fonction convexe
- {\displaystyle q'=\eta 'f'}

On citera par exemple les couples entropie-flux d'entropie de Kruzhkov, définie pour k réel :
{\displaystyle \eta _{k}(u)=|u-k|,\,q_{k}(u)=\operatorname {sgn} (u-k)(f(u)-f(k)).}
C'est la fonction η qui fait donc ici office d'équivalent à l'entropie.

On appelle solution faible entropique toute fonction u bornée vérifiant pour tout couple entropie-flux d'entropie {\displaystyle (\eta ,q)}, l'inégalité suivante au sens des distributions :
{\displaystyle {\frac {\partial \eta (u)}{\partial t}}+{\frac {\partial q(u)}{\partial x}}\leqslant 0.}
Cette notion d'entropie permet de caractériser une solution et donc d'assurer l'unicité de la solution faible correspondante :
Théorème — Pour toute donnée initiale u0, il existe une unique solution faible entropique au problème.